# NGC 6038
NGC 6038 is een spiraalvormig sterrenstelsel in het sterrenbeeld Noorderkroon. Het hemelobject werd op 17 maart 1787 ontdekt door de Duits-Britse astronoom William Herschel.

## Synoniemen
- UGC 10149
- MCG 6-35-26
- ZWG 195.8
- IRAS 16008+3729
- PGC 56812